# Vaivere
Vaivere (Duits: Waiwere) is een plaats in de Estlandse gemeente Saaremaa, provincie Saaremaa. De plaats heeft de status van dorp (Estisch: küla).
Tot in december 2014 behoorde Vaivere tot de gemeente Kaarma, tot in oktober 2017 tot de gemeente Lääne-Saare en sindsdien tot de fusiegemeente Saaremaa.

## Bevolking
De ontwikkeling van het aantal inwoners blijkt uit het volgende staatje:
| Jaar            | 2000 | 2011 | 2017 | 2019 | 2020 | 2021 |
| --------------- | ---- | ---- | ---- | ---- | ---- | ---- |
| Aantal inwoners | 59   | 102  | 102  | 108  | 123  | 137  |

## Geschiedenis
Vaivere werd voor het eerst genoemd in 1453 onder de naam Wayver. De plaats lag later op het landgoed van Muratsi.
In 1977 werd het buurdorp Praakli bij Vaivere gevoegd. In 1997 werd Praakli weer een zelfstandig dorp.